# Зелёный Мох (Мозырский район)
Зелёный Мох (бел. Зялёны Мох) — деревня в Махновичском сельсовете Мозырского района Гомельской области Республики Беларусь.

## География
В 40 км на юго-запад от Мозыря, 35 км от железнодорожной станции Козенки (на линии Калинковичи — Овруч), 173 км от Гомеля.
Местность болотисто-лесистая. На востоке из мелиоративной канавы берёт начало река Чертень (приток реки Словечна). В самой деревне берёт начало река Сколодина, приток Припяти.

## Транспортная сеть
Транспортные связи по просёлочной, затем автомобильной дороге Махновичи — Мозырь. Планировка состоит из короткой прямолинейной улицы, близкой к широтной ориентации. Жилые дома деревянные, усадебного типа.

## История
По письменным источникам известна со второй половины XIX века как село в Мозырском уезде Минской губернии. Основана местным помещиком в центре лесного массива. В 1908 году в Мелешковичской волости Мозырского уезда Минской губернии. В 1917 году хутор и одноимённый фольварк. В 1929 году жители вступили в колхоз. Действовал спирто-порошковый завод. Во время Великой Отечественной войны в июле 1943 года оккупанты полностью сожгли деревню и убили 11 жителей. 21 житель погиб на фронте. Согласно переписи 1959 года в составе колхоза «Луч Октября» (центр — деревня Махновичи).

## Население
- 1897 год — 3 двора, 20 жителей (согласно переписи).
- 1917 год — на хуторе 78 жителей, в одноимённом фольварке 15 жителей.
- 1925 год — 23 двора.
- 1940 год — 54 двора, 221 житель.
- 1959 год — 373 жителя (согласно переписи).
- 2004 год — 11 хозяйств, 13 жителей.